# تسهیم‌سازی با تقسیم فرکانس
در مخابرات تسهیم‌سازی با تقسیم فرکانس یا همتافتگری	بسامدتقسیم (به انگلیسی: Frequency-division multiplexing) یا به اختصار FDM، تکنیکی است که به وسیلهٔ آن تمام پهنای باند قابل دسترس در یک کانال مخابراتی به یک سری از زیر باندهای فرکانسی تقسیم می‌شود که هم پوشانی با هم ندارند و هرکدام از این زیر باندها سیگنال جداگانه‌ای را منتقل می‌کنند. این عمل به یک محیط انتقال مثل طیف رادیویی، کابل، یا فیبر نوری امکان می‌دهد که بین منابع سیگنال مستقل به اشتراک گذاشته شود. کاربرد دیگر این روش انتقال موازی بیت‌های سریالی جدا از هم یا سیگنال‌های با نرخ داده بالا است.
مثال بسیار عادی تسهیم‌سازی با تقسیم فرکانسی سخن‌پراکنی تلویزیون و رادیو است، که در آن‌ها سیگنال‌های رادیویی در فرکانس‌های مختلف در یک زمان از هوا عبور می‌کنند. مثال دیگر تلویزیون کابلی است که کانال‌های تلویزیونی متعدد همراه با هم در یک کابل منتقل می‌شود. FDM توسط سیستم‌های تلفنی به منظور انتقال چندین تماس‌های تلفنی از طریق یک خط پر ظرفیت؛ ماهواره مخابراتی برای انتقال کانال‌های مختلف داده در مسیر رفت و برگشت؛ و مودم DSL برای انتقال داده‌های بسیار زیاد رایانه از طریق زوج تابیده خطوط تلفن ثابت نیز استفاده می‌شود.
یک تکنیک مشابه که تسهیم‌سازی با تقسیم طول موج است که در ارتباط فیبر نوری استفاده می‌شود. در این تکنیک کانال‌های مختلف داده بر روی یک فیبر نوری با استفاده از طول موج موج‌های مختلف (فرکانس‌های) نور منتقل می‌شود.

## روشکار

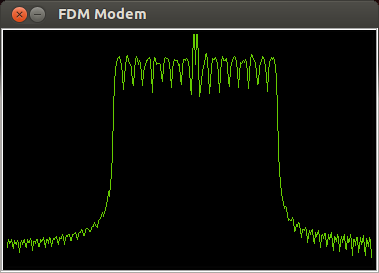
باند عبوری کانال FDM که داده دیجیتال را منتقل می‌کند و با روش QPSK مدوله شده‌است

سیگنال‌های اطلاعاتی متفاوت که بر روی یک سیستم FDM ارسال می‌شود، مثل سیگنال ویدئویی کانال‌های تلویزیون که بر روی سیستم تلویزیون کابلی، سیگنال‌های باندپایه خوانده می‌شوند. در سمت مبدأ برای هر کانال فرکانسی یک نوسان‌ساز الکترونیکی یک سیگنال موج حامل تولید می‌کند. موج حامل یک شکل موج با نوسان و فرکانس ثابت است که برای «انتقال» اطلاعات استفاده می‌شود. حامل (Carrier) فرکانس بسیار بیشتری از فرکانس سیگنال باندِ پایه دارد. سیگنال حامل و سیگنال باندِ پایه به یک مدار مدوله ساز اعمال می‌شود. مدوله ساز برخی از جنبه‌های سیگنال حامل، مثل دامنه یا فرکانس یا فاز، را نسبت به باندِ پایه تغییر می‌دهد و اصلاحا داده را سوار حامل می‌کند.
نتیجه مدولاسیون (تلفیق) حامل با سیگنال باندِ پایه، تولید زیر فرکانس‌های نزدیک به فرکانس حامل است که در فرکانس‌های جمع (fC + fB) و تفریق (fC − fB) کار می‌کنند. اطلاعاتِ سیگنال مدوله شده در باندهای کناریِ هر کدام از فرکانس‌های حامل منتقل می‌شود. در نتیجه کل اطلاعات منتقل شده توسط کانال فرکانس‌های باریک باند هستند که در اطراف فرکانس حامل گرد آمده‌اند. این مجموعه باند عبور کانال گفته می‌شود.
به‌طور مشابه، سیگنال‌های باندِ پایه اضافی برای مدوله کردن حامل‌ها در فرکانس‌های دیگر مورد استفاده قرار می‌گیرند که کانال‌های اطلاعاتی متفاوتی را تشکیل می‌دهند. حامل‌ها از لحاظ فرکانسی با فاصله مناسب از هم قرار می‌گیرند که باند فرکانس‌های اشغال شده توسط کانال‌ها همپوشانی نداشته باشند. تمامی کانال‌ها توسط محیط انتقال، مثل کابل یا فیبر نوری یا هوا، توسط ارسال کننده رادیویی فرستاده می‌شود. تا زمانی که فرکانس کانال‌ها با فاصله متناسب از هم قرار بگیرند که باندِ عبوری دچار همپوشانی نشود، کانال‌های متفاوت تداخل ی با یکدیگر ندارند. در نتیجه پهنای باند قابل دسترس به کانال‌ها یا تونل‌ها تقسیم می‌شود.
برای مثال، کابل هم‌محور که سیستم‌های توسط تلویزیون کابلی استفاده می‌شوند دارای پهنای باند ۱۰۰۰ MHz است، ولی باندِ عبور هر کانال تلویزیونی تنها 6 MHz است. در نتیجه فضای کافی برای تعداد کانال‌های زیادی بر روی کابل وجود دارد (در سیستم‌های کابل دیجیتال جدید هر کانال نیز به زیر کانال دیگر تقسیم می‌شود که تا ۱۰ کانال را پوشش می‌دهد).
در سمت مقصد کابل یا فیبر یا دریافت‌کننده رادیویی، برای هر کانال یک نوسان ساز محلی به ایجاد سیگنال در فرکانس حامل هر کانال می‌پردازد که با سیگنال مدوله شده ورودی مخلوط می‌شود. فرکانس‌هایی از هم کسر می‌شوند (تفریق) سیگنال باندِ پایه را برای آن کانال تولید می‌کنند. این عمل دمدولاسیون گفته می‌شود. سیگنال باندِ پایه بدست آمده فیلتر می‌شود تا فرکانس‌های اضافه دیگر حذف شوند.

## تلفن
شرکت‌های تلفنی قرن بیستم برای تماس تلفنی راه‌دور از L-carrier و سیستم‌های مشابه کابل کواکسیال برای انتقال هزاران مدار صوتی که مالتی پلکس شده‌اند استفاده می‌کنند. این اطلاعات در چند مرحله به وسیله یانک‌های کانال انتقال پیدا می‌کنند.
برای فاصله‌های کوتاه‌تر، برای سیستم‌های مختلف از جمله حامل‌های Nتایی و Kتایی Bell System از کابل‌های خط متعادل ارزان‌تر استفاده می‌شود. این کابل‌ها اجازه عبور پهنای باند آن چنانی را نمی‌دهند، در نتیجه تنها ۱۲ کانال صدا (باند کناری دوگانه) و نهایتاَ ۲۴ کانال صوتی (باند کناری تکی) را می‌توان در مدار چهارسیمه مالتی پلکس و منتقل کرد.
هر زوج برای انتقال در یک سوی مسیر انتقال مورد استفاده قرار می‌گیرد که در هر چند کیلومتر (تقریباً ۱۰ کیلومتر) نیز از تکرار کننده استفاده می‌کنند. برای اطلاعات بیشتر می‌توانید به سیستم انتقال کانال ۱۲ تایی مراجعه کنید. در اواخر قرن بیستم مدارهای صوتی FDM کمتر مورد استفاده قرار گرفتند. سیستم‌های تلفن مدرن از انتقال دیجیتال بهره می‌برند که در آن از تسهیم‌سازی با تقسیم زمانی (TDM) استفاده می‌شود.
تا اواخر قرن ۲۰ام خطوط مشترک دیجیتال برای افراز طیف فرکانسی به کانال‌های فرکانسی از سیستم از مدولاسیون تقسیم فرکانس عمود برهم (TDM) استفاده می‌کردند.
مفهوم متناظر با تسهیم‌سازی با تقسیم فرکانس در حوزه بهینه‌سازی را با تسهیم‌سازی با تقسیم طول‌موج می‌شناسند

### گروه و گروه بزرگ
یک سیستم FDM معمولی که برای مثال در L-carrier از فیلترهای کریستال استفاده می‌کند که در رنج 8 MHz عمل می‌کندکه می‌تواند ۱۲ کانال در یک گروه ایجاد کند. هر کانال 48KHz پهنا دارد که در رنج ۸۱۴۰ تا 8188KHz قرار می‌گیرند. یک سیستم FDM معمولی که برای مثال در از فیلترهای کریستال استفاده می‌کند که در رنج 8 MHz عمل می‌کند که می‌تواند ۱۲ کانال در یک گروه ایجاد کند. هر کانال 48KHz پهنا دارد که در رنج 8140KHz تا 8188KHz قرار می‌گیرند. با انتخاب باند کناری بالایی در این گروه می‌تواند به رنج ۶۰ تا 108KHz در حامل 8248KHz تبدیل شود. اینگونه سیستم‌ها در DTL و DFSG مورد استفاده قرار می‌گیرند.
۱۳۲ کانال صوتی (2SG+1G) را می‌توان با استفاده از صفحه DTL مدولاسیون و صفحه فرکانسی (بااستفاده از FIG1 و FIG2 تکنیک DTL) تشکیل داد که اجازه قرارگیری ۱۳۲ کانال صوتی را بر روی خط به ما می‌دهد. DTL تجهیزات نیاز به گروه و گروه بزرگ را مرتفع می‌کند.
DSFG می‌تواند همین روش را بکار می‌برد و برای تشکیل گروه‌های بزرگ از پهنای باند 8 kHz استفاده می‌کند.DSFG نیز نیاز به تجهیزات گروه را مرتفع می‌کند و مزایای زیر را ارائه می‌دهد:
- کاهش هزینه به میزان ۷ تا ۱۳٪
- نیاز به تجهیزات کمتر برای نصب و تعمیرات و نگهداری
- ارائه قابلیت اطمینان بالاتر به دلیل استفاده از تجهیزات کمتر می باشد.